# Бозтоган
Бозтога́н (каз. Бозтоған) — село у складі Коксуського району Жетисуської області Казахстану. Входить до складу Жарлиозецького сільського округу.
У радянські часи село називалось Бостоган.
Населення — 988 осіб (2021; 857 у 2009, 842 у 1999, 871 у 1989).